# Нива (Батецкий район)
Нива — деревня в Батецком муниципальном районе Новгородской области, относится к Батецкому сельскому поселению.
Деревня расположена на правобережье реки Луга, на левом берегу её притока Рык, к востоку от деревни Раджа, на автодороге из деревни Воронино в посёлок Батецкий.

## История
Упоминается в писцовых книгах Водской пятины Новгородской земли 1500 года, как деревня Успенского Сабельского погоста — Самокража. В Новгородском уезде Новгородской губернии — село Самокража центр Самокражской волости.
С приходом Советской власти в Самокражской волости Новгородского уезда был образован и Самокражский сельсовет центром которого стала Самокража. По переписи 1926 года население деревни 265 человек. С 1927 года деревня и сельсовет в составе вновь образованного Черновского района Новгородского округа Ленинградской области. 30 июля 1930 года Новгородский округ был упразднён. С 1 сентября 1931 года после упразднения Черновского района деревня и Самокражский сельсовет в составе Батецкого района.
Во время Великой Отечественной войны, с августа 1941 года деревня была оккупирована немецкими войсками. Самокража была освобождена от немецких войск 9 февраля 1944 года. С лета 1944 года Самокражский сельсовет Батецкого района в составе новообразованной Новгородской области.
Указом Президиума Верховного Совета РСФСР от 3 декабря 1953 года название деревни было изменено на Нива.
В Батецком районе деревня Нива до муниципальной реформы была подчинена Озерёвскому сельсовету, затем Озерёвской сельской администрации.

## Население
| 2010 |
| ---- |
| 0    |